# Embolcall de controlador

Il·lustra l'arquitectura de programari simplificada de GDK (GIMP Drawing Kit), una biblioteca que actua com a embolcall al voltant de les funcions de baix nivell que proporcionen els sistemes de finestres i gràfics subjacents.

Un embolcall de controladors és una subrutina d'una biblioteca de programari que funciona com a adaptador entre un sistema operatiu i un controlador, com ara un controlador de dispositiu, que no s'ha dissenyat per a aquest sistema operatiu. Pot permetre l'ús de dispositius per als quals no hi ha controladors disponibles per al sistema operatiu en concret.

## Embolcalls de controladors de Windows per a Linux
Diversos projectes de programari de codi obert permeten utilitzar els controladors de Microsoft Windows amb un altre sistema operatiu, com Linux.
Alguns exemples inclouen controladors de xarxa per a targetes sense fil (com ara NDISwrapper per a Linux o Project Evil per a FreeBSD) i el sistema de fitxers NTFS (vegeu NTFS captiu).
El fil comú entre aquests exemples és l'ús de la tecnologia wrapper, que permet l'execució dels controladors en un entorn estranger. Les limitacions dels embolcalls dels controladors inclouen la manca de la capacitat de funcionar en temps real. Un exemple d'aquesta limitació inclou problemes de latència com els associats als intents de fer compatible amb Linux la gravadora de so i la superfície de control ZoomR16 DAW d'àudio.